# Jaco Van Dormael
Jaco Van Dormael (Ixelles, 9 febbraio 1957) è un regista, sceneggiatore e drammaturgo belga.
Durante la sua carriera, Van Dormael ha sviluppato un nuovo stile narrativo e visivo che ha reso i suoi film riconoscibili dal pubblico di tutto il mondo per la loro forte componente sperimentalista, le sequenze brillanti e oniriche, il sonoro estremamente suggestivo. I suoi film sono noti per la rappresentazione rispettosa e solidale di persone con disabilità mentali e fisiche.
Van Dormael trascorse la sua infanzia viaggiando in Europa prima di studiare cinema all'INSAS di Bruxelles, dove scrisse e diresse il suo primo cortometraggio, Maedeli la brèche (1981), vincitore del premio onorario per il miglior cortometraggio straniero agli Student Academy Awards. Il suo esordio nel cinema con Toto le héros - Un eroe di fine millennio (1991) fu un immediato successo di critica e pubblico e vinse la Caméra d'or al Festival di Cannes.
Cinque anni dopo, Van Dormael fu nuovamente premiato a Cannes con L'ottavo giorno (1996), quando i suoi attori principali, Daniel Auteuil e Pascal Duquenne, ricevettero il premio per la miglior interpretazione maschile. I successivi film del regista, Mr. Nobody (2009) e Dio esiste e vive a Bruxelles (2015), riscossero un ulteriore successo di critica e numerosi riconoscimenti, vincendo i premi Magritte per miglior film, miglior regia e migliore sceneggiatura.

## Biografia

### L'infanzia e gli studi
Jaco Van Dormael nacque nel 1957 a Ixelles, in Belgio, cinque anni dopo il fratello Pierre. Alla sua nascita rischiò di morire strangolato dal cordone ombelicale e, dal momento che ricevette un apporto insufficiente di ossigeno, si temette che avrebbe potuto presentare dei problemi mentali. Da questo trauma probabilmente hanno avuto origine i temi ricorrenti dei suoi film, che esplorano i mondi delle persone con disabilità mentali e fisiche. Van Dormael crebbe in Germania fino all'età di sette anni, quando la sua famiglia ritornò in Belgio.
Felice nel lavorare con i bambini, tentò per qualche tempo la carriera di clown. Divenne produttore di animazione per bambini e lavorò ai teatri di Galafronie, Isocèle e de la Guimbarde. Dopo aver sviluppato interesse per il cinema, Van Dormael si iscrisse all'INSAS di Bruxelles e successivamente all'ENS Louis-Lumière a Parigi. La sua esperienza di animatore per bambini, lo porterà ad approfondire nei propri lavori cinematografici la tematica dell'infanzia e a privilegiare osservatori "innocenti" nelle sue narrazioni.

### I primi cortometraggi
Negli anni ottanta, Van Dormael produsse una serie di cortometraggi che suscitarono un notevole interesse critico. Mentre era studente all'INSAS, scrisse e diresse il racconto per bambini Maedeli la brèche, che ricevette l'Honorary Foreign Film Award (premio d'onore per il miglior cortometraggio straniero) agli Student Academy Awards del 1981, presentati dalla Academy of Motion Picture Arts and Sciences. Successivamente diresse Stade 81 (1981), un breve documentario sui Giochi paralimpici, i cortometraggi Les Voisins (1981), sulla vita quotidiana dei residenti di un quartiere di Bruxelles, e L'imitateur (1982), un documentario sull'intrusione di due disabili nel mondo dei «normali». Seguirono Sortie de secours (1983), premiato al Nyon International Documentary Film Festival, e De Boot (1985), realizzato su commissione per un'opera teatrale di Eva Bal. Il cortometraggio più noto del periodo fu È pericoloso sporgersi (1984), il quale vinse il Grand Prix al Festival international du court métrage de Clermont-Ferrand e il premio del pubblico per il miglior corto belga al Festival internazionale del cinema fantastico di Bruxelles del 1985. Il film percorre i possibili futuri del figlio di un capostazione e fu il punto di partenza per la scrittura della sceneggiatura di Mr. Nobody (2009), terzo lungometraggio del regista.

### Anni novanta
Nel 1991, Van Dormael diresse il suo primo lungometraggio, Toto le héros - Un eroe di fine millennio, il cui racconto si snoda in un complesso mosaico di analessi e sequenze oniriche, a volte con flussi di coscienza, e segue la storia di Thomas, interpretato da Michel Bouquet, che crede di essere stato scambiato alla nascita con un altro bambino. Toto le héros richiese dieci anni di lavoro dal momento che Van Dormael riscrisse il copione almeno otto volte. Nel 1985 due produttori belgi ricevettero una versione del copione e nel corso dei successivi cinque anni raccolsero circa 3,5 milioni di dollari (budget considerevole per una produzione belga) in denaro pubblico del Belgio, della CEE e delle televisioni di Stato francese e tedesca. Toto le héros fu presentato al Festival di Cannes 1991 e ricevette la Caméra d'or, premio assegnato alla migliore opera prima presentata al festival. Il film fu pubblicato nello stesso anno e fu un successo finanziario e di critica. Ricevette cinque premi Joseph Plateau, il premio César per il miglior film straniero, quattro European Film Awards e una candidatura ai British Academy Film Awards. La colonna sonora del fratello Pierre Van Dormael – che sin dalla prima collaborazione nel 1980 compose le musiche per ogni film di Jaco – fu acclamata dalla critica. Toto le héros rese Van Dormael riconoscibile al pubblico di tutto il mondo sia come scrittore sia come regista.

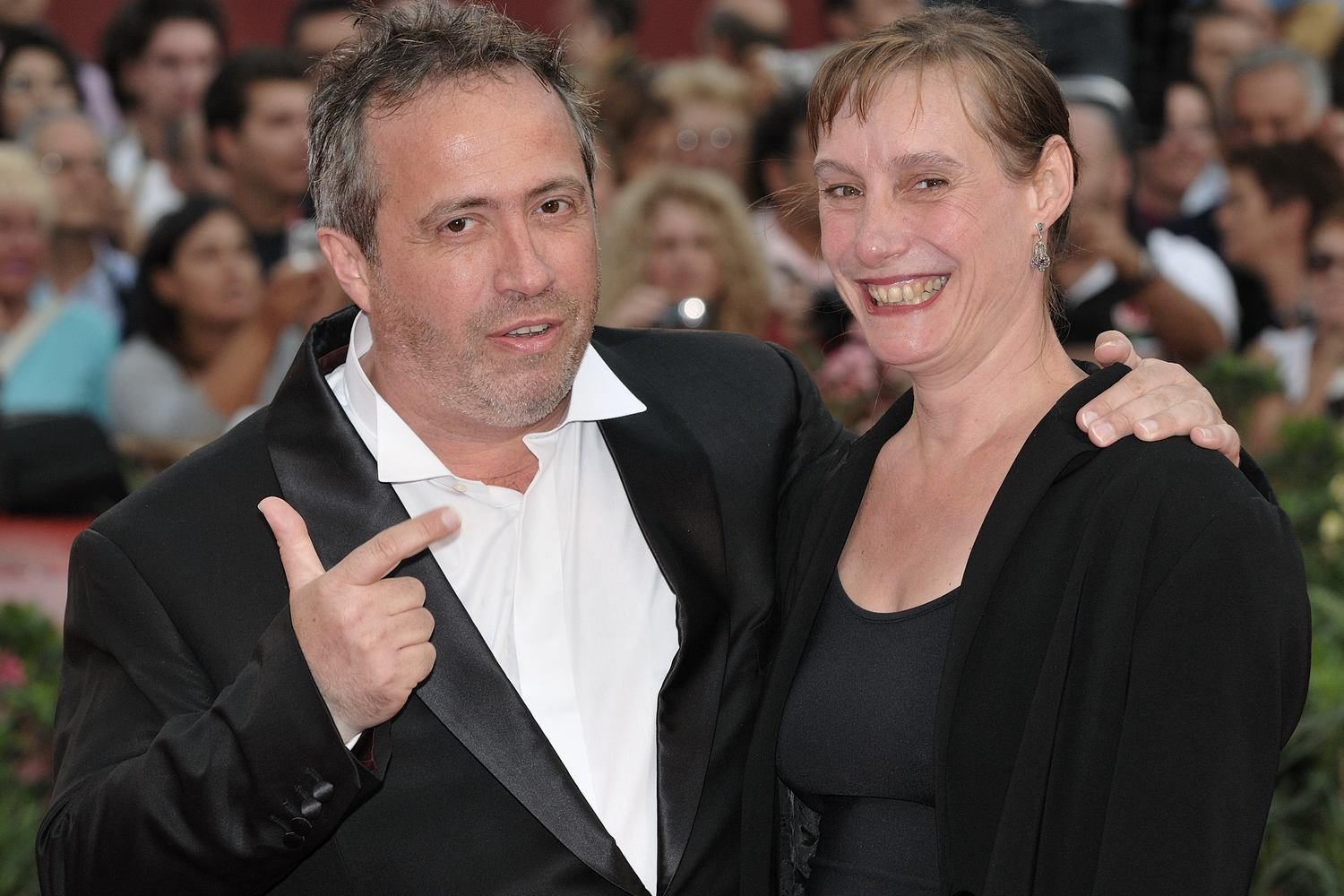
Jaco Van Dormael e sua moglie Michèle Anne De Mey

Sulla scia di tale successo, nel 1995 Van Dormael partecipò all'acclamato progetto Lumière et compagnie. L'opera è un'antologia di brevi documenti cinematografici diretti da registi di fama internazionale con la cinepresa originale dei fratelli Lumière. Le Baiser è l'episodio dell'opera diretto da Jaco Van Dormael e interpretato da Pascal Duquenne. Nello stesso periodo Van Dormael lavorò a un altro progetto: il regista voleva scrivere un film più lineare rispetto a Toto le héros, che esplorasse il mondo attraverso gli occhi di un uomo con sindrome di Down. Il secondo lungometraggio di Van Dormael, L'ottavo giorno (Le Huitième jour), realizzò questo desiderio con l'incontro casuale e la successiva amicizia tra Georges, interpretato da Pascal Duquenne, e Harry, un uomo d'affari divorziato e infelice, interpretato da Daniel Auteuil.
L'interesse di Van Dormael per le persone con disabilità mentali e fisiche era nato dal loro «talento e amore per la vita, un aspetto che a noi spesso manca». Egli cercò di esplorare il concetto dei due mondi (quello di Georges e quello di Harry) esistenti in contemporanea ma assai distinti tra loro. L'ottavo giorno fu presentato al Festival di Cannes 1996, dove fu candidato per la Palma d'oro. Vinse il premio per la miglior interpretazione maschile, assegnato sia a Pascal Duquenne sia a Daniel Auteuil, e fu la prima volta nella storia del festival che due attori condivisero il premio. Il film ricevette ottime recensioni e vinse quattro premi Joseph Plateau. Fu anche nominato per un premio César e per il Golden Globe per il miglior film straniero. Costato circa 5 milioni di dollari, L'ottavo giorno incassò oltre 33 milioni di dollari, diventando il film di Van Dormael ad aver realizzato il maggiore incasso fino ad allora.
Nel 1998 Van Dormael partecipò al progetto Spotlights on a Massacre: 10 Films Against 100 Million Antipersonnel Land Mines (Lumière sur un massacre), una raccolta di cortometraggi che insieme costituivano una campagna contro le mine antiuomo. Nello stesso anno fu membro della giuria del Festival di Cannes 1998. Nel 1999 Toto le héros ricevette il premio per la migliore sceneggiatura belga degli anni 1984-1999 durante la 13ª edizione dei premi Joseph Plateau.

### Anni 2000

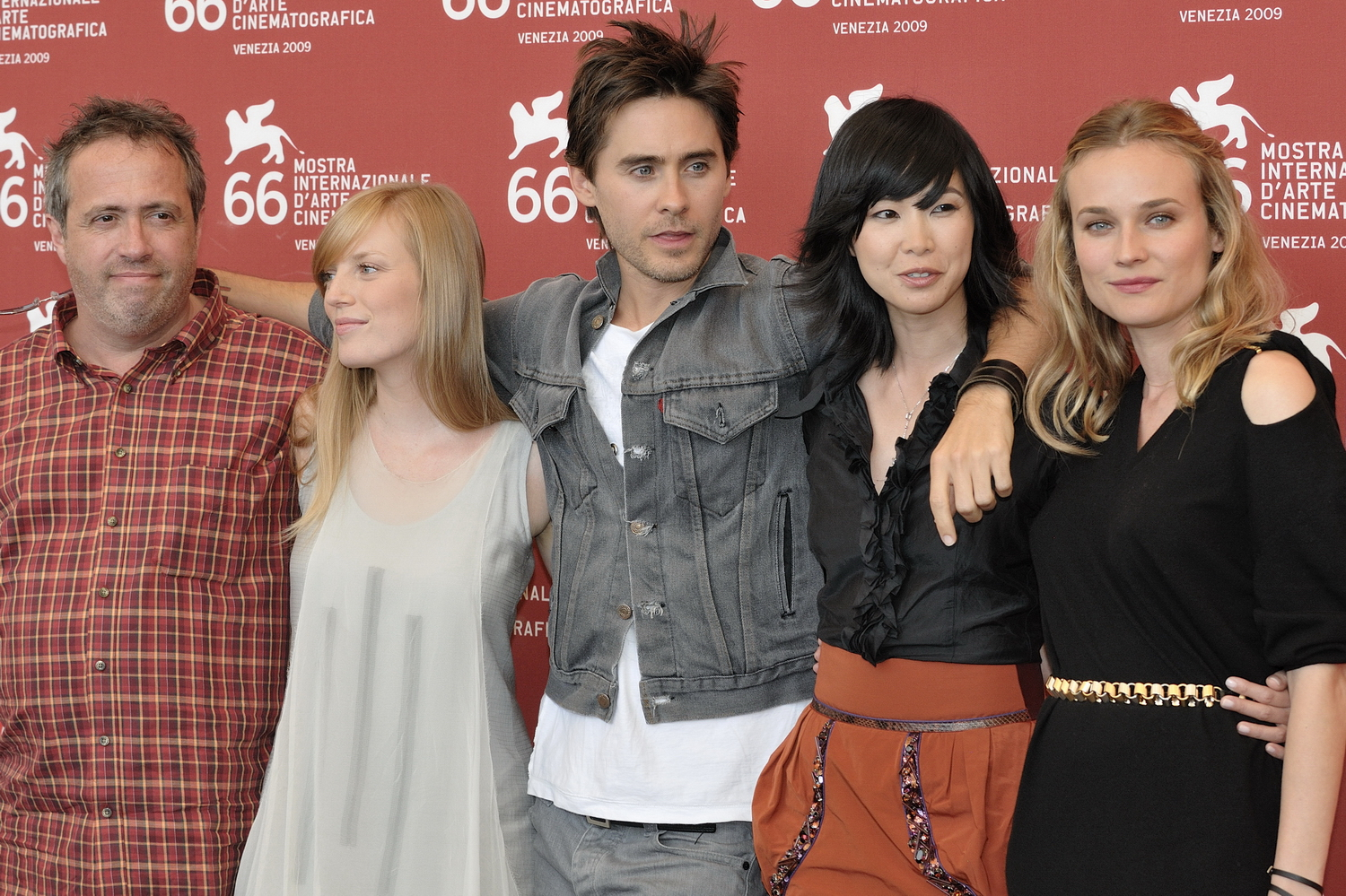
Jaco Van Dormael con il cast di Mr. Nobody alla 66ª Mostra internazionale d'arte cinematografica di Venezia

Nel 2001 Van Dormael iniziò a lavorare a quello che sarebbe divenuto il suo terzo lungometraggio, Mr. Nobody, le cui riprese iniziarono solo sei anni dopo. Il film fu girato in inglese, una particolarità rispetto alle altre produzioni belghe girate in una delle lingue principali del Paese. Van Dormael giustificò tale scelta affermando: «La storia mi è arrivata in inglese. Essa è ambientata su tempi e distanze molto lunghe. Uno dei fili della trama riguarda un ragazzo che deve scegliere se vivere con la madre in Canada o col padre in Inghilterra. Ci sono inoltre grandi attori anglofoni con cui volevo lavorare». Il budget per la realizzazione fu di circa 33 milioni di euro, corrispondenti a 47 milioni di dollari, una cifra che lo rese il film più costoso della cinematografia belga. Il budget fu approvato prima che il cast fosse confermato, grazie alla fama del regista e al potenziale del copione. Il film segue una narrativa non lineare e l'interpretazione a molti mondi per raccontare la vita di Nemo Nobody, interpretato da Jared Leto.
Mr. Nobody ebbe la sua anteprima mondiale alla 66ª Mostra internazionale d'arte cinematografica di Venezia, dove ricevette il premio Osella per il migliore contributo tecnico e il Biografilm Lancia Award per il miglior film biografico. Fu acclamato dalla critica cinematografica e venne citato più volte come uno dei migliori film dell'anno. La pellicola fu candidata a sette premi Magritte e ne vinse sei: miglior film, miglior regia e migliore sceneggiatura per Jaco Van Dormael, migliore fotografia per Christophe Beaucarne, migliore colonna sonora per Pierre Van Dormael e miglior montaggio per Matyas Veress. Ricevette inoltre il premio André Cavens del Sindacato belga della critica cinematografica e il premio del pubblico al miglior film europeo agli European Film Awards. Sin dalla sua pubblicazione originale, Mr. Nobody diventò un film di culto, noto per la sua filosofia e fotografia, con personaggi singolari e musiche di Pierre Van Dormael.

### Anni 2010
Dopo Mr. Nobody, Van Dormael si dedicò a produzioni più semplici e minimaliste che trovarono uno specifico campo d'azione in ambito teatrale. Insieme a Michèle Anne De Mey, sua moglie, il regista portò in giro per l'Europa e nel resto del mondo uno spettacolo dal titolo Kiss and Cry (2011). Durante la realizzazione della pièce, Van Dormael entrò in contatto con l'autore belga Thomas Gunzig, con il quale cominciò a lavorare sul soggetto del suo quarto lungometraggio, dal titolo Dio esiste e vive a Bruxelles (Le Tout Nouveau Testament). Il punto di partenza della sceneggiatura si incentrava sulla figura di un dio dispotico, che vive in un piccolo appartamento a Bruxelles insieme alla moglie e alla figlioletta Ea, di cui abusa sia verbalmente sia fisicamente. Egli ha creato l'umanità solo per avere qualcosa da tormentare; una volta scoperto il sadico piano del padre, Ea decide di scappare di casa e di rivelare a tutti gli uomini la data della loro morte. Il film, descritto come una commedia nera con tratti propri del genere fantasy, è interpretato da Benoît Poelvoorde, l'esordiente Pili Groyne e Yolande Moreau, rispettivamente nelle parti di Dio, sua figlia e sua moglie, e con la partecipazione di Catherine Deneuve, François Damiens, David Murgia e Pascal Duquenne.
Presentato in anteprima al Festival di Cannes 2015 durante la Quinzaine des Réalisateurs, Dio esiste e vive a Bruxelles fu un autentico successo di pubblico e critica. La pellicola riscosse uno dei maggiori incassi dell'anno in Belgio, dove vinse quattro premi Magritte, tra cui miglior film, miglior regia e migliore sceneggiatura per Jaco Van Dormael. Fu selezionato come proposta belga per l'Oscar al miglior film straniero e ricevette candidature per il premio César, il Golden Globe e il David di Donatello, tra gli altri. La pellicola fu inoltre il terzo film di Van Dormael a ricevere il premio André Cavens assegnato alle migliori produzioni cinematografiche del Belgio.

## Estetica e stile

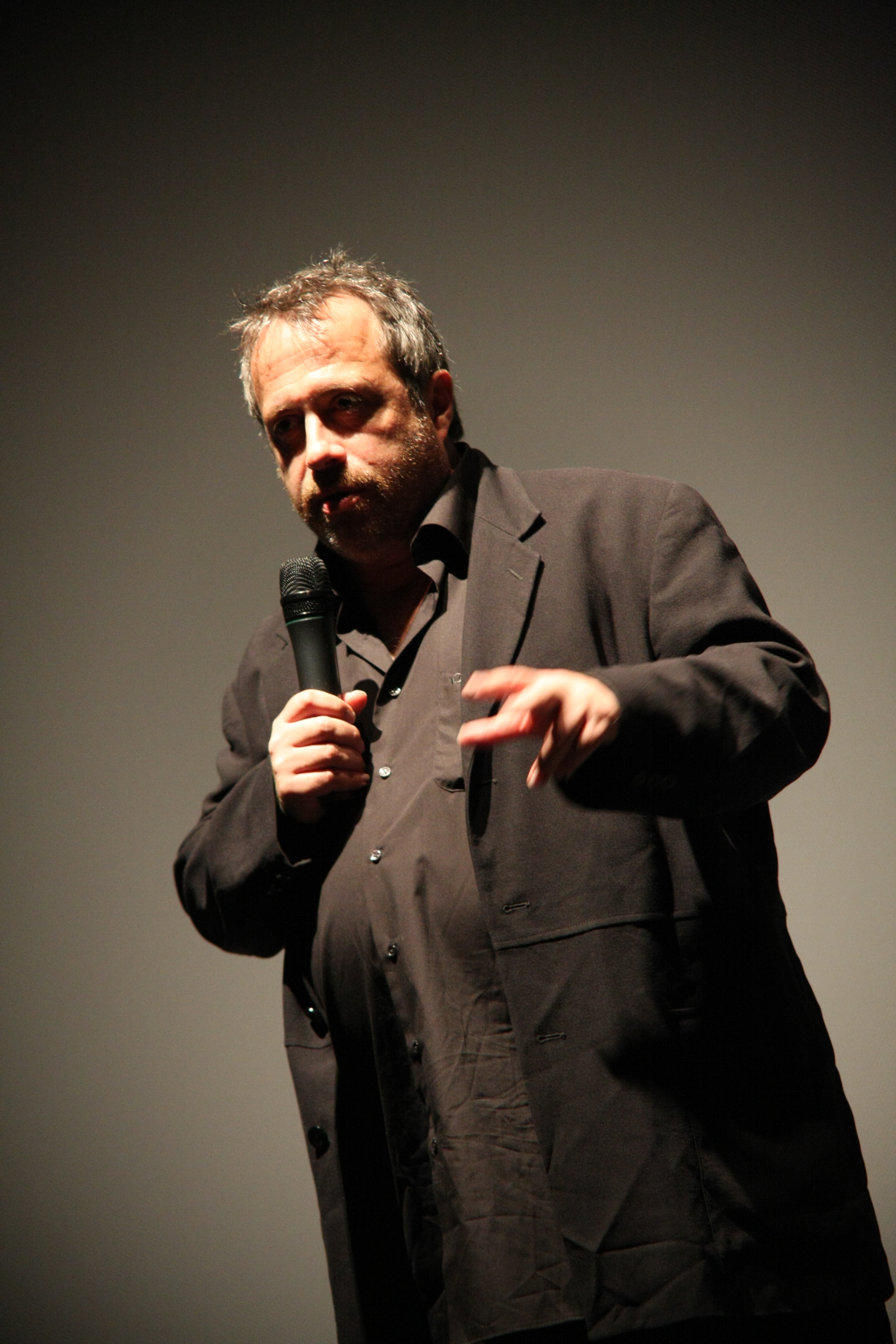
Van Dormael nel 2009

I film di Van Dormael, sebbene siano pochi, presentano forti temi comuni tra loro. Il regista fa un uso distintivo della voce fuori campo e analizza il mondo da una prospettiva ingenua, come quella del giovane Thomas in Toto le héros, del protagonista disabile in L'ottavo giorno, del nascituro in Mr. Nobody e di Ea in Dio esiste e vive a Bruxelles. Il modo in cui questi personaggi vedono il mondo è spesso colorato, fantasioso e lontano dalla realtà, con immagini surreali usate per illustrare la loro fervida immaginazione. Van Dormael ha affermato in proposito: «Mi piacciono due cose della vita: essere vivo e fare film e queste due cose sono contrastanti perché nei film tutto ha significato mentre la mia vita è piena di buchi. Nella narrativa tradizionale dei film ci si occupa di rendere le cose semplici mentre io cerco di realizzare film complessi come la vita. È questo quello che ho cercato di fare con Mr. Nobody, fare un film che rispecchi la complessità della vita. Credo che il cinema abbia ancora molto da scoprire in tal senso, perciò in genere preferisco i film che pongono domande a quelli che danno delle risposte consolatorie».
Durante la fase di scrittura, il regista procede per addizione, abbozzando il materiale fino a rendere coerente la storia. Egli spiega infatti: «Scrivo ogni giorno anche solo degli appunti e arrivo a raccogliere molto materiale e lo unisco. Qui vedo se ci sono ripetizioni nella vicenda e la storia inizia a essere organica. Ma quello che mi interessa di più nel cinema non è dare un'immagine di realtà ma dare un'immagine più di percezione generale che permetta a tutti gli stili di raccogliersi e di saltare da una storia all'altra, da uno spazio e da un tempo all'altro proprio come succede a livello di pensiero». Nei suoi film, Van Dormael riconosce tracce del lavoro di Federico Fellini, definendo pressoché identiche le strutture di Amarcord e Toto le héros. Egli inoltre cita Andrej Tarkovskij, René Magritte, Georges Méliès, Auguste e Louis Lumière tra le sue influenze. Le opere del regista spesso finiscono con la morte, la quale non è raffigurata come una tragedia, ma come un momento di felicità in cui il defunto osserva serenamente il mondo sottostante. La sceneggiatura di Sulla terra come in cielo, curata da Van Dormael, termina con una nascita, che raffigura il passaggio per un nuovo mondo. Questo schema viene utilizzato anche in Mr. Nobody, nel quale la morte e l'immediata rinascita poste alla fine del film trasmettono un senso di felicità.
Van Dormael fa un importante uso di musiche pop classiche, come Boum! di Charles Trenet in Toto le héros, Mexico di Luis Mariano in L'ottavo giorno e varie versioni di Mr. Sandman in Mr. Nobody, usate come temi ricorrenti. Ogni opera del regista è caratterizzata da immagini surreali. Nei primi due film questi elementi sono relativamente pochi, ad esempio i fiori danzanti in Toto le héros o Georges che vola intorno a una stanza in L'ottavo giorno. Mr. Nobody e Dio esiste e vive a Bruxelles sono caratterizzati da un uso esteso di elementi surreali durante tutta la durata della pellicola. Sia in Toto le héros sia in L'ottavo giorno sono presenti personaggi con sindrome di Down, i quali vengono raffigurati con rispetto, evidenziando le loro caratteristiche infantili.

## Filmografia

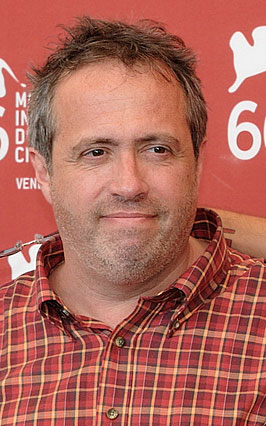
Jaco Van Dormael alla 66ª Mostra internazionale d'arte cinematografica di Venezia

### Regista

#### Cortometraggi
- Maedeli la brèche (1980)
- Stade 81 (1981)
- Les Voisins (1981)
- L'imitateur (1982)
- Sortie de secours (1983)
- È pericoloso sporgersi (1984)
- De Boot (1985)
- Le Baiser – episodio del film Lumière and Company (1995)
- Eole (2010)

#### Lungometraggi
- Toto le héros - Un eroe di fine millennio (Toto le héros) (1991)
- L'ottavo giorno (Le Huitième jour) (1996)
- Mr. Nobody (2009)
- Dio esiste e vive a Bruxelles (Le Tout Nouveau Testament) (2015)

### Sceneggiatore
- Toto le héros - Un eroe di fine millennio (Toto le héros) (1991)
- Sulla Terra come in cielo (Sur la terre comme au ciel), regia di Marion Hänsel (1992)
- L'ottavo giorno (Le Huitième jour) (1996)
- Mr. Nobody (2009)
- Le vacanze del piccolo Nicolas (Les Vacances du petit Nicolas), regia di Laurent Tirard (2014)
- Dio esiste e vive a Bruxelles (Le Tout Nouveau Testament) (2015)

## Riconoscimenti
- BAFTA
  - 1992 – Candidatura al miglior film non in lingua inglese per Toto le héros - Un eroe di fine millennio[53]
- Biografilm Festival
  - 2015 – Biografilm Europa Audience Award per Dio esiste e vive a Bruxelles[54]
- European Film Awards
  - 1991 – Miglior film giovane per Toto le héros - Un eroe di fine millennio[55]
  - 1991 – Migliore sceneggiatura per Toto le héros - Un eroe di fine millennio[55]
  - 2010 – Premio del pubblico per Mr. Nobody[56]
  - 2016 – Candidatura al premio del pubblico per Dio esiste e vive a Bruxelles[57]
- Festival di Cannes
  - 1991 – Caméra d'or per Toto le héros - Un eroe di fine millennio[58]
  - 1996 – Candidatura alla Palma d'oro per L'ottavo giorno[59]
- Festival di Venezia
  - 2009 – Candidatura al Leone d'oro per Mr. Nobody[60]

- Premio Amanda
  - 2016 – Candidatura al miglior film straniero per Dio esiste e vive a Bruxelles[61]
- Premio César
  - 1992 – Miglior film straniero per Toto le héros - Un eroe di fine millennio[62]
  - 2016 – Candidatura al miglior film straniero per Dio esiste e vive a Bruxelles[63]
- Premio Lumière
  - 2016 – Candidatura al miglior film francofono per Dio esiste e vive a Bruxelles[64]
- Premio Magritte
  - 2011 – Miglior film per Mr. Nobody[65]
  - 2011 – Miglior regista per Mr. Nobody[65]
  - 2011 - Migliore sceneggiatura originale per Mr. Nobody[65]
  - 2016 – Miglior film per Dio esiste e vive a Bruxelles[66]
  - 2016 – Miglior regista per Dio esiste e vive a Bruxelles[66]
  - 2016 – Migliore sceneggiatura originale per Dio esiste e vive a Bruxelles[66]